# Calamocha
Calamocha es un municipio y villa de España, capital administrativa de la comarca del Jiloca, perteneciente a la provincia de Teruel, en la comunidad autónoma de Aragón. El término municipal tiene una población de 4542 habitantes (INE 2024).
Se encuentra a orillas del río Jiloca, en el fondo del amplio valle que forma este río de la cuenca del Ebro, rodeada por las sierras del sistema Ibérico en el que se encuentra. Está situada en el Corredor Cantábrico-Mediterráneo, uno de los principales ejes de transporte de España que comunica Valencia, Zaragoza y Bilbao, a medio camino entre las ciudades de Teruel y Zaragoza.
Se trata de la localidad más importante del tercio noroccidental de la provincia. Es cabeza del partido judicial de Calamocha, uno de los tres de la provincia. Su economía se basa principalmente en el sector servicios. Es el principal centro comercial y de servicios de la zona noroccidental de la provincia. Sin embargo, tiene asimismo un notable sector industrial, donde destaca la industria agroalimentaria y la industria de los materiales de construcción. Calamocha es uno de los principales polos productores del Jamón de Teruel.

## Geografía
Integrado en la comarca de Jiloca, se sitúa a 73 km de la capital provincial. El término municipal está atravesado por la autovía Mudéjar (A-23) y por la carretera N-234 entre los pK 187 y 202, además de por las carreteras autonómicas A-1507, que se dirige hacia Tornos, A-1508, que conecta con Barrachina, y por pequeñas carreteras locales que permiten la comunicación con Torralba de los Sisones, Lagueruela y Fonfría. El municipio tiene un área de 316,63 km².

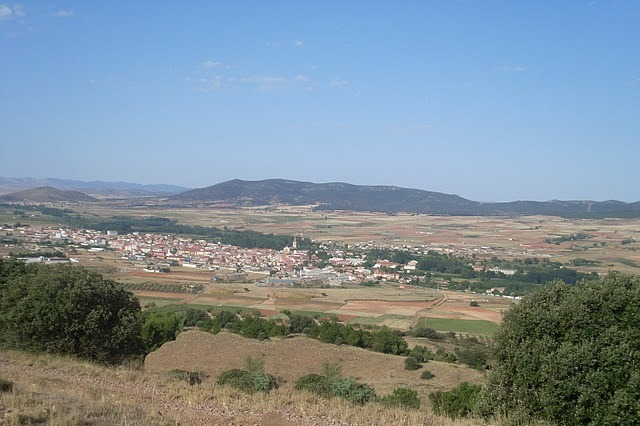
Valle del Jiloca, con Calamocha en el centro. Al fondo, la sierra de Valdellosa (1227 m).

Calamocha está emplazada sobre una terraza del río Jiloca, en una zona en la que el río comienza a estrechar su valle al abandonar la depresión del Jiloca (o de Calamocha-Teruel) e introducirse en los sedimentos terciarios de la fosa de Calatayud-Montalbán y paleozoicos de las sierras de Santa Cruz-Valdellosa. El entorno más próximo a Calamocha es de topografía plana debido a las acumulaciones de materiales detríticos de terrazas y glacis que han sido depositados durante el Cuaternario por los torrentes procedentes de las unidades serranas próximas. En las márgenes del valle se entra, hacia el oeste, en sierras de pizarras y cuarcitas ordovícicas de Valdellosa y Santa Cruz, sierras sin resaltes verdaderamente importantes, ya que en ellas predominan las formas suavizadas, si bien llegan a alcanzar los 1229 m (pico Valdellosa). Al noreste, la sierra de Pelarda hace de divisoria de aguas entre los ríos Pancrudo y Huerva y es donde se alcanzan las mayores altitudes: Pelarda (1512 m), Marujal (1486 m) y Retuerta (1452 m)

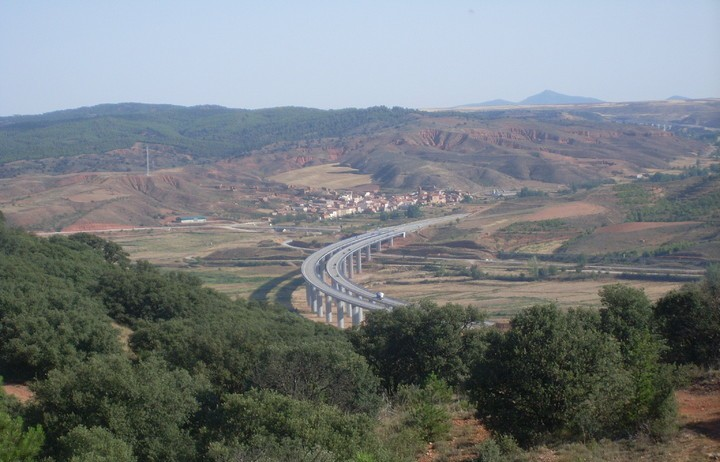
Zona del valle del Pancrudo que ocupará el futuro embalse, atravesado por el viaducto de la autovía A-23, con Lechago al fondo.

La ruptura topográfica que aparece al este de Calamocha se corresponde con una falla marginal en los materiales terciarios detríticos y calcáreos, modelados en plataformas o muelas, o en formas acarcavadas cuando predominan los sedimentos arcillosos, tal como ocurre en la divisoria con el curso bajo del río Pancrudo. El tramo final de este río, a partir de unos 650 m de la desembocadura en el Jiloca, quedará cubierto por un embalse cuyas aguas ocuparán el fondo del valle hasta la zona de Lechago.
La parte central del término, con un relieve llano, ha favorecido un intenso aprovechamiento agrícola, con la puesta en cultivo de grandes extensiones que han relegado los restos de vegetación natural a las sierras que bordean el término, situadas al este y oeste del núcleo de población. Tan sólo destaca en esta monotonía de cultivos de cereal el cauce del Jiloca, pobre en cuanto a especies vegetales y con un grado de antropización alto, que ha reducido las formaciones vegetales de ribera a meras líneas que acompañan al cauce del río. En las sierras podemos observar extensos encinares, como al oeste de Calamocha, mixtos en ocasiones por la presencia de ejemplares de quejigo, en las partes más bajas de los piedemontes. En otras ocasiones las encinas han dejado paso a repoblaciones de pinos.
La altitud oscila entre los 1512 m en la sierra de Pelarda, al noreste, y los 825 m a orillas del río Jiloca. El casco urbano se alza a 884 m sobre el nivel del mar.
| Noroeste: Burbáguena              | Norte: Ferreruela de Huerva y Lagueruela | Noreste: Bea y Fonfría                     |
| Oeste: Tornos                     |                                          | Este: Torrecilla del Rebollar y Barrachina |
| Suroeste: Torralba de los Sisones | Sur: Fuentes Claras y Bañón              | Sureste: Cosa                              |

### Clima

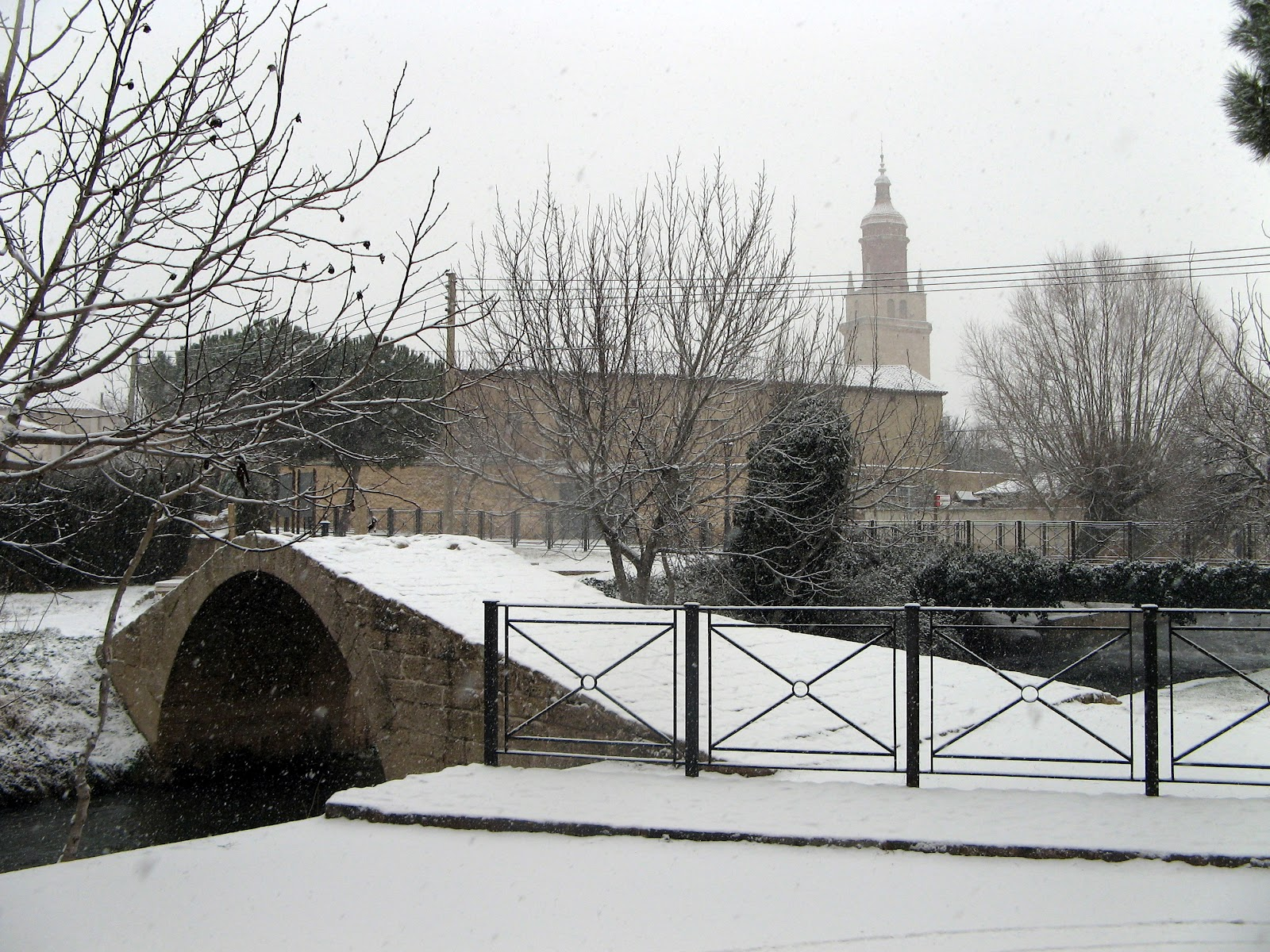
Nevada en Calamocha

Calamocha tiene un clima estepario, clima templado y semiárido con inviernos fríos, veranos suaves, precipitaciones escasas y concentradas en primavera y otoño y una gran amplitud térmica diaria. Dicha amplitud térmica es la que produce que durante los meses invernales de diciembre, enero y febrero se den heladas habituales durante la noche (entre veinticinco y treinta días al mes) mientras que durante el día la temperatura llegue a alcanzar valores suaves de incluso por encima de los 10 °C positivos.
Como dato curioso y debido a la amplitud térmica, Calamocha es famosa en España porque en ella se alcanzan durante el invierno las temperaturas mínimas diarias más bajas del país en bastantes ocasiones (récord de -30 °C durante la noche del 17 de diciembre de 1963). Asimismo, tienen lugar nevadas de forma esporádica pero no abundante en invierno. Los veranos son suaves gracias a la altitud, lo que evita temperaturas excesivamente calurosas en las noches de verano, siendo características también de esta estación las tormentas veraniegas.
| Parámetros climáticos promedio de Observatorio de Calamocha ( 884 m s. n. m. ) (Periodo de referencia: 1992-2020, extremos: 1992-presente) | Parámetros climáticos promedio de Observatorio de Calamocha ( 884 m s. n. m. ) (Periodo de referencia: 1992-2020, extremos: 1992-presente) | Parámetros climáticos promedio de Observatorio de Calamocha ( 884 m s. n. m. ) (Periodo de referencia: 1992-2020, extremos: 1992-presente) | Parámetros climáticos promedio de Observatorio de Calamocha ( 884 m s. n. m. ) (Periodo de referencia: 1992-2020, extremos: 1992-presente) | Parámetros climáticos promedio de Observatorio de Calamocha ( 884 m s. n. m. ) (Periodo de referencia: 1992-2020, extremos: 1992-presente) | Parámetros climáticos promedio de Observatorio de Calamocha ( 884 m s. n. m. ) (Periodo de referencia: 1992-2020, extremos: 1992-presente) | Parámetros climáticos promedio de Observatorio de Calamocha ( 884 m s. n. m. ) (Periodo de referencia: 1992-2020, extremos: 1992-presente) | Parámetros climáticos promedio de Observatorio de Calamocha ( 884 m s. n. m. ) (Periodo de referencia: 1992-2020, extremos: 1992-presente) | Parámetros climáticos promedio de Observatorio de Calamocha ( 884 m s. n. m. ) (Periodo de referencia: 1992-2020, extremos: 1992-presente) | Parámetros climáticos promedio de Observatorio de Calamocha ( 884 m s. n. m. ) (Periodo de referencia: 1992-2020, extremos: 1992-presente) | Parámetros climáticos promedio de Observatorio de Calamocha ( 884 m s. n. m. ) (Periodo de referencia: 1992-2020, extremos: 1992-presente) | Parámetros climáticos promedio de Observatorio de Calamocha ( 884 m s. n. m. ) (Periodo de referencia: 1992-2020, extremos: 1992-presente) | Parámetros climáticos promedio de Observatorio de Calamocha ( 884 m s. n. m. ) (Periodo de referencia: 1992-2020, extremos: 1992-presente) | Parámetros climáticos promedio de Observatorio de Calamocha ( 884 m s. n. m. ) (Periodo de referencia: 1992-2020, extremos: 1992-presente) |
| Mes | Ene. | Feb. | Mar. | Abr. | May. | Jun. | Jul. | Ago. | Sep. | Oct. | Nov. | Dic. | Anual |
| --- | --- | --- | --- | --- | --- | --- | --- | --- | --- | --- | --- | --- | --- |
| Temp. máx. abs. (°C) | 21.3 | 23.0 | 28.0 | 32.1 | 35.8 | 39.5 | 39.0 | 39.9 | 37.3 | 32.8 | 25.2 | 20.3 | 39.9 |
| Temp. máx. media (°C) | 9.7 | 11.6 | 15.1 | 17.2 | 21.6 | 27.0 | 30.7 | 30.5 | 24.9 | 19.6 | 13.2 | 10.2 | 19.3 |
| Temp. media (°C) | 4.0 | 5.1 | 7.9 | 10.1 | 14.2 | 18.8 | 21.8 | 21.9 | 17.1 | 12.8 | 7.4 | 4.5 | 12.2 |
| Temp. mín. media (°C) | -1.7 | -1.4 | 0.6 | 2.9 | 6.8 | 10.6 | 12.9 | 13.3 | 9.3 | 6.0 | 1.5 | -1.2 | 5.0 |
| Temp. mín. abs. (°C) | -21.3 | -13.0 | -8.1 | -8.0 | -3.8 | 0.9 | 1.6 | 2.0 | -1.0 | -4.3 | -10.0 | -20.0 | -21.3 |
| Precipitación total (mm) | 22 | 18 | 27 | 46 | 56 | 45 | 22 | 28 | 29 | 38 | 35 | 22 | 380 |
| Días de precipitaciones (≥ 1 mm) | 5.0 | 4.5 | 5.4 | 7.4 | 8.1 | 5.9 | 3.2 | 3.8 | 4.4 | 5.9 | 6.1 | 4.8 | 63.2 |
| Días de nevadas (≥ 0.01 mm) | 2.6 | 3.3 | 2.0 | 0.8 | 0.0 | 0.0 | 0.0 | 0.0 | 0.0 | 0.2 | 1.1 | 1.3 | 10.3 |
| Horas de sol | 140 | 161 | 214 | 213 | 248 | 285 | 329 | 301 | 237 | 189 | 138 | 130 | 2593 |
| Humedad relativa (%) | 75 | 68 | 62 | 61 | 58 | 52 | 47 | 51 | 61 | 69 | 75 | 77 | 63 |
| Fuente: Agencia Estatal de Meteorología | | | | | | | | | | | | | |

### Núcleos de población
En el municipio de Calamocha existen, además del núcleo principal (Calamocha, con código postal 44200), otros once núcleos de población o pedanías:
- Collados
- Cuencabuena
- Cutanda
- Lechago
- Luco de Jiloca
- Navarrete del Río
- Nueros
- Olalla
- El Poyo del Cid
- Valverde
- Villarejo de los Olmos

## Historia

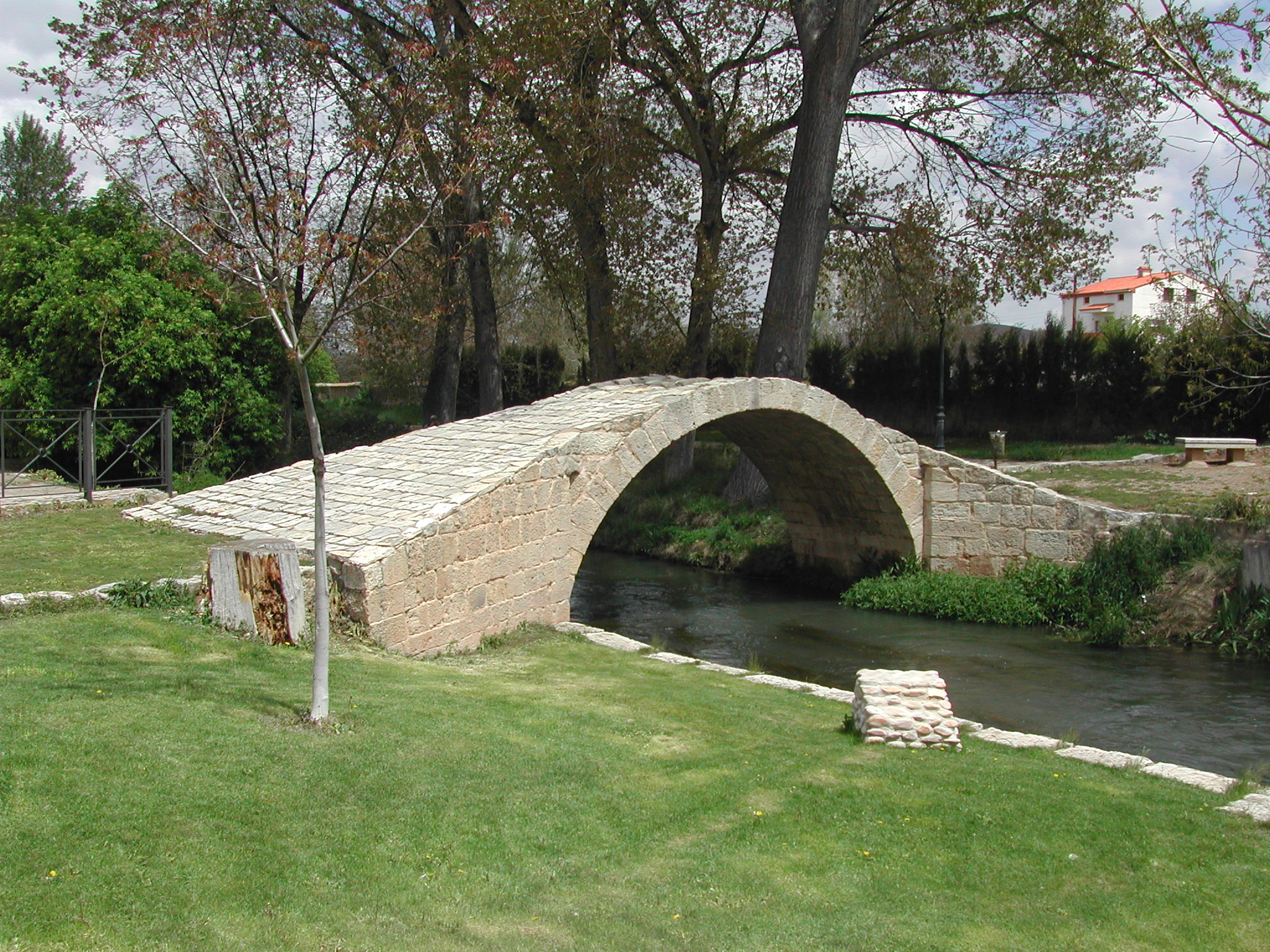
Puente romano sobre el río Jiloca

Calamocha es cruce de caminos de la actual Aragón, pasando por sus lindes la calzada romana que unía Caesar Augusta con Corduba. De ese período se conserva un puente romano, levantado sobre el curso del río Jiloca.
Los árabes permanecieron aquí durante cuatro siglos, durante los cuales dejaron buena parte de su cultura, desarrollaron un complejo sistema de regadío y hasta dieron nombre a la población: Qal'at Musa (قلعة موسى), que significa "fortaleza de Musa", por el nombre de su fundador, Musa ibn Musa.
El Cid Campeador situó en ella sus cuarteles, concretamente sobre el alto de El Poyo. A escasa distancia libró la famosa batalla de Tevar contra Ramón Berenguer II, conde de Barcelona. Alfonso I "El Batallador" cristianizó estas tierras a partir de 1123, repoblándolas con sus leales navarros y gascones. En 1222 tuvo lugar en Calamocha un dramático encuentro entre Jaime I "El Conquistador" y Pedro de Ahones, reacio este último a la expansión hacia el Mediterráneo pretendida por el joven monarca.
El 16 de diciembre de 1706 se libró una batalla entre las tropas del archiduque Carlos y los partidarios de Felipe V en la guerra de Sucesión tras la muerte del último de los Austrias, Carlos II. La suerte aquí favoreció a los austracistas, quedando el campo de batalla sembrado de cadáveres de ambos bandos.
Hacia mediados del siglo XIX, la villa tenía contabilizada una población de 1400 habitantes. Aparece descrita en el quinto volumen del Diccionario geográfico-estadístico-histórico de España y sus posesiones de Ultramar de Pascual Madoz.
A comienzos del siglo XX llegó el ferrocarril a Calamocha, con la entrada en servicio de la línea Calatayud-Valencia. Décadas después, en 1933, se inauguró la línea Caminreal-Zaragoza. En consecuencia, el municipio llegó a contar con dos estaciones de ferrocarril, Calamocha-Vega y Calamocha-Nueva, disponiendo de conexiones con Zaragoza, Calatayud, Teruel, Sagunto y Valencia. En la actualidad solo se mantiene en servicio la estación de Calamocha-Nueva, de la línea Zaragoza-Sagunto.

## Demografía
Calamocha cuenta con una población de 4542 habitantes (INE 2024).
| Gráfica de evolución demográfica de Calamocha entre 1842 y 2021 |
| |
| Población de derecho según los censos de población del INE Población de hecho según los censos de población del INEEn 1971 crece el término del municipio porque incorpora a Collados, Cuencabuena, Cutanda, Lechago, Luco de Jiloca, Navarrete del Rïo, Nueros, Olalla, Poyo del Cid, Valverde y El Villarejo |

## Administración y política
El Ayuntamiento de Calamocha es la institución encargada del gobierno y la administración del municipio de Calamocha en lo que respecta a las competencias de rango municipal. El órgano político y de gobierno principal del Ayuntamiento de Calamocha es el Pleno municipal, integrado por el Alcalde y los Concejales. El Pleno municipal de Calamocha se compone de once concejales (de los cuales uno de ellos es el alcalde). Los concejales son elegidos democráticamente cada cuatro años mediante unas elecciones municipales. Las últimas elecciones tuvieron lugar en mayo de 2023. El Alcalde es el concejal encargado de dirigir el gobierno y la administración municipal y de representar al Ayuntamiento de Calamocha y es elegido por los Concejales. Es el cargo de mayor rango en el ayuntamiento.
Actualmente, el cargo de alcalde de Calamocha recae sobre [anuel Rando López, perteneciente al PSOE.
El Pleno municipal del Ayuntamiento de Calamocha es actualmente el siguiente:
| Concejal                     | Partido | Partido | Cargo |
| ---------------------------- | ------- | ------- | --- |
| Manuel Rando López           | PSOE    |         | Alcalde, Presidente y concejal delegado del área de Bienestar Social, Salud, Cuentas, Educación, Industria y Empleo                 |
| Sonia María Palacio Suárez   | PSOE    |         | 1.ª Teniente de Alcalde y concejal delegado de Feria, Comercio, Patrimonio, Medio Ambiente, Participación Ciudadana y Transparencia |
| Inocencio Ruiz Sánchez       | PSOE    |         | 2.º Teniente de Alcalde y concejal delegado de Barrios, Fomento Agropecuario, Urbanismo y Servicios                                 |
| Ana Cristina Domínguez Frago | PSOE    |         | Concejal delegada de Juventud, Deportes e Igualdad                                                                                  |
| Inocencio López Corbatón     | PSOE    |         | Concejal delegado de Cultura, Festejos, Turismo, Carreteras y Seguridad Vial                                                        |
| Antonio Abad Cebrián         | TE      |         | Concejal |
| Mª Nieves Sánchez Esteban    | TE      |         | Concejal |
| José Mª Hernández Galve      | TE      |         | Concejal |
| Rubén Navarro Muñoz          | PP      |         | Concejal |
| Ana Isabel Polo Rubio        | PP      |         | Concejal |
| José Ramón Querol Martín     | PAR     |         | Concejal |

| Período   | Alcalde                         | Partido   | Partido |
| --------- | ------------------------------- | --------- | ------- |
| 1979-1983 | Ángel Lario Gómez               | UCD       |         |
| 1983-1987 | Emilio Úbeda Úbeda              | AP/PDP/UL |         |
| 1987-1991 | María del Carmen Colás Castillo | CDS       |         |
| 1991-1995 | Miguel Pamplona Abad            | PAR       |         |
| 1995-1999 | Miguel Pamplona Abad            | PAR       |         |
| 1999-2003 | Miguel Pamplona Abad            | PAR       |         |
| 2003-2007 | Miguel Pamplona Abad            | PAR       |         |
| 2007-2011 | Joaquín Peribáñez Peiró         | PAR       |         |
| 2011-2015 | Joaquín Peribáñez Peiró         | PAR       |         |
| 2015-2019 | Manuel Rando López              | PSOE      |         |
| 2019-2023 | Manuel Rando López              | PSOE      |         |
| 2023-2027 | Manuel Rando López              | PSOE      |         |

| Partido político    | Partido político                                   | 2003   | 2007   | 2011   | 2015   | 2019   | 2023   |
| Partido político    | Partido político                                   | Ediles | Ediles | Ediles | Ediles | Ediles | Ediles |
|                     | Partido Aragonés (PAR)                             | 4      | 5      | 4      | 3      | 1      | 1      |
|                     | Partido de los Socialistas de Aragón (PSOE-Aragón) | 3      | 1      | 1      | 3      | 8      | 5      |
|                     | Partido Popular de Aragón (PP)                     | 3      | 3      | 4      | 3      | 1      | 2      |
|                     | Ciudadanos (CS)                                    | —      | —      | —      | —      | 1      | —      |
|                     | Compromiso con Aragón (CCA)                        | —      | —      | 1      | 1      | —      | —      |
|                     | Chunta Aragonesista (CHA)                          | 1      | 2      | 1      | 1      | —      | —      |
|                     | Izquierda Unida (IU)                               | —      | 0      | —      | —      | —      | —      |
|                     | Teruel Existe (TE)                                 | —      | —      | —      | —      | —      | 3      |
| Total de concejales | Total de concejales                                | 11     | 11     | 11     | 11     | 11     | 11     |

## Cultura

### Patrimonio
Calamocha, villa importante en la historia de Aragón, dispone de un gran legado histórico, artístico y cultural enclavado en un entorno natural de gran belleza.

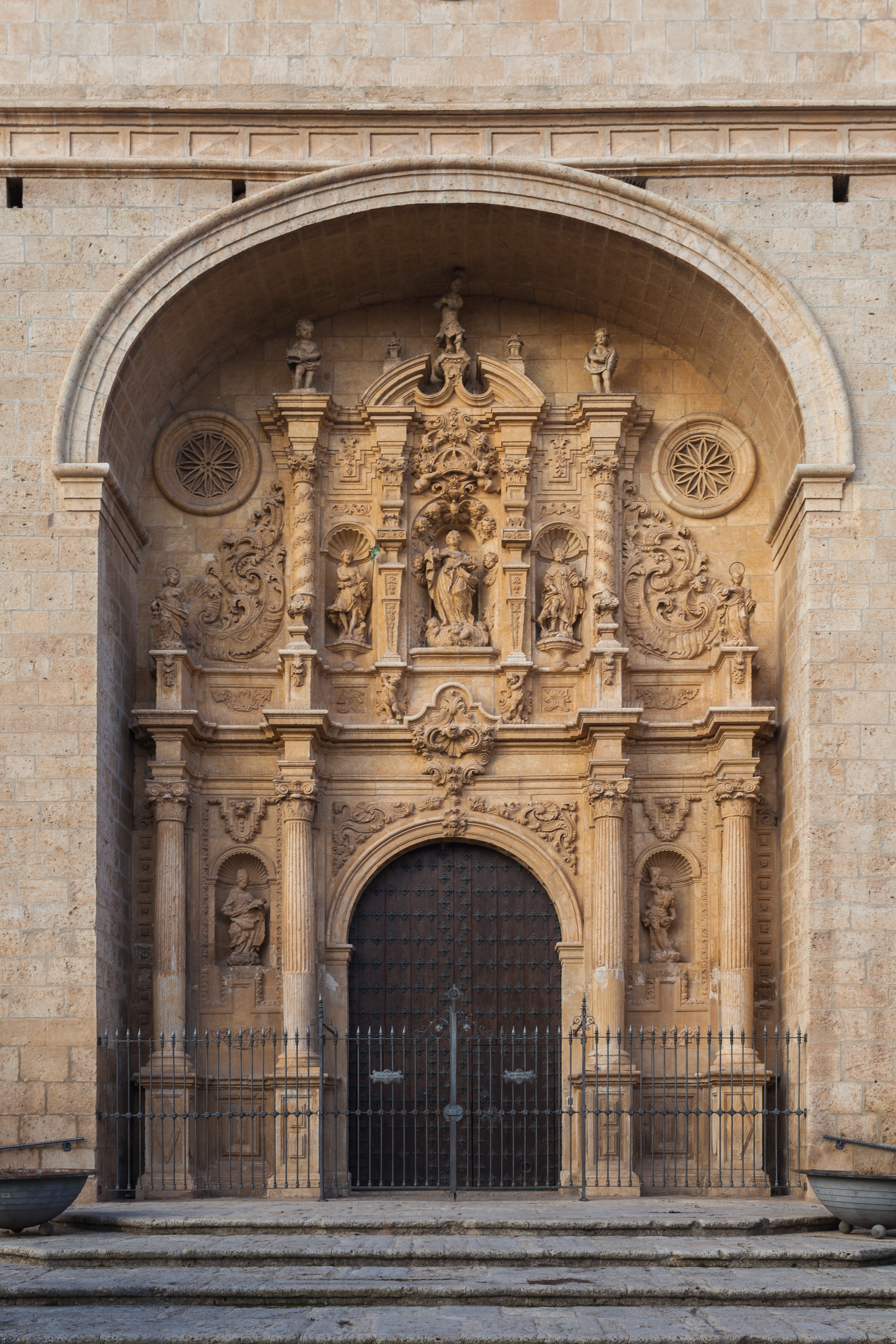
Portada de la iglesia de Santa María.

El principal reclamo turístico de Calamocha, en cuanto a patrimonio histórico y arquitectónico se refiere, es el casco histórico de la villa, núcleo histórico de la misma. Se encuentra alrededor de la impetuosa iglesia arciprestal de Santa María la Mayor, del siglo XVIII y con portada barroca. El casco histórico de la villa se encuentra sazonado con palacios de estilo aragonés. La iglesia arciprestal de Santa María La Mayor se edificó sobre el antiguo castillo fortificado de la villa, del siglo XIV, del cual se conservan algunos restos y aparece en el escudo de la localidad. Destaca también en el conjunto histórico de la localidad el Convento Franciscano Concepcionista de San Miguel Arcángel, edificio barroco del siglo XVII. 

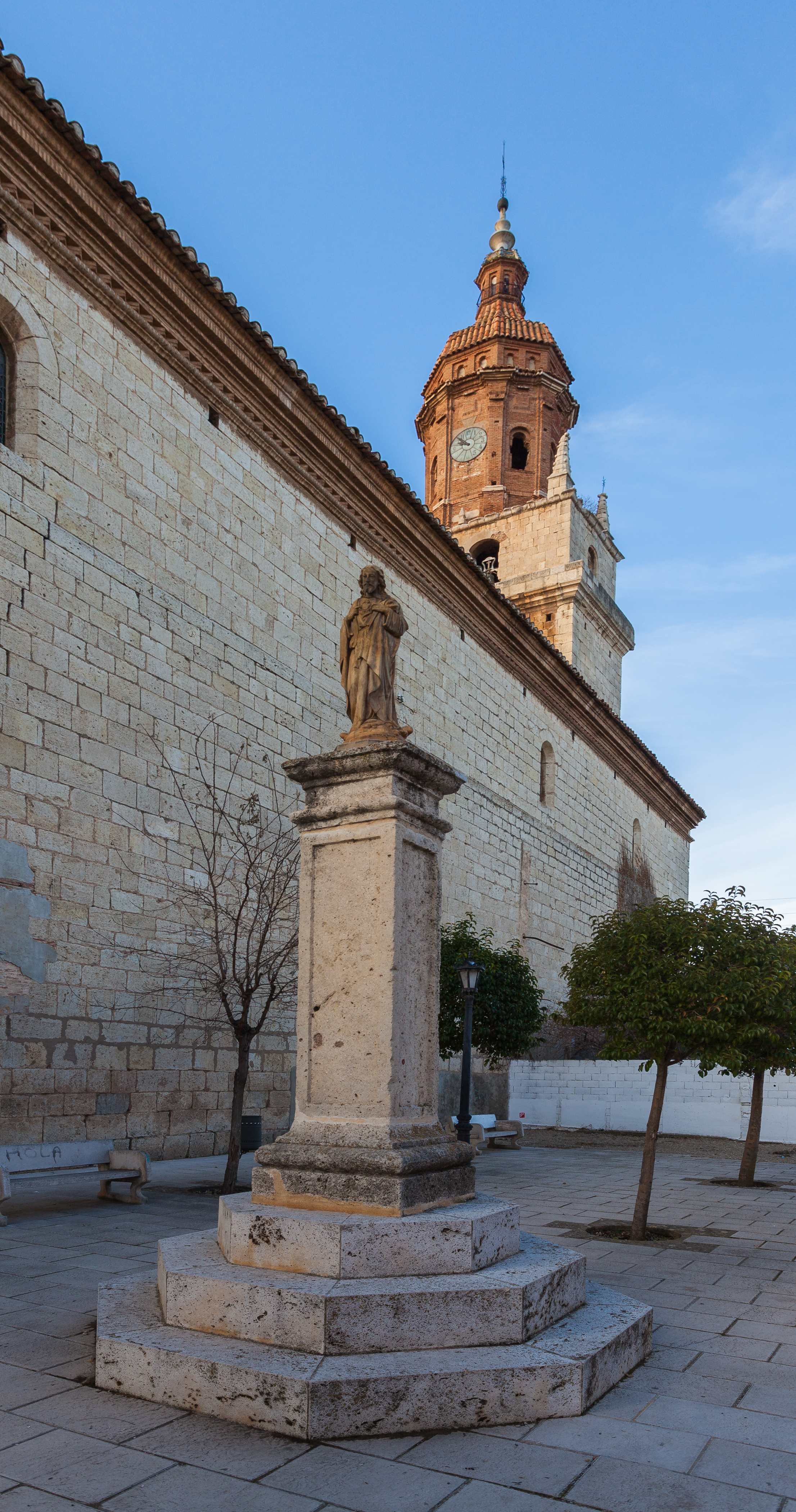
Estatua junto a la iglesia de Santa María.

Por otro parte, muy cerca del casco histórico, sobre el río Jiloca, se encuentra el puente romano de Calamocha, un puente de época romana de arco único y construido en sillares que antaño servía para poder cruzar el río Jiloca en Calamocha, camino de Zaragoza a Córdoba, un punto de visita imprescindible para todo turista. Junto a este puente se encuentra el parque lineal de ribera de la localidad, que recorre la Riberas del Jiloca por la localidad y enlaza con el parque municipal Rafael Ángulo, principal lugar de esparcimiento de la localidad compuesto por diversas fuentes, un lago, un parque de esculturas y un manantial, todo ello junto al río Jiloca.
Calamocha forma parte del Camino del Cid, ruta turística que sigue los pasos que recorrió en la Edad Media don Rodrigo Díaz de Vivar, el Cid Campeador. Un hito importante de esta ruta se encuentra en la pedanía de El Poyo del Cid, donde el Cid se asentó durante un tiempo, y que debe su nombre al mismo.
Asimismo, Calamocha se encuentra rodeado de verdaderas joyas artísticas y naturales, como las torres mudéjares del Jiloca, la laguna de Gallocanta, el castillo de Peracense o la ciudad medieval de Daroca, a escasa distancia de la villa. De igual manera, diferentes itinerarios para realizar con bici, coche o caminando, por los diferentes espacios naturales de la Comarca del Jiloca: valles, sierras, riberas, cerros, fuentes, manantiales y bosques, se pueden realizar a partir de la capital comarcal, Calamocha.
En cuanto a alojamiento se refiere, Calamocha cuenta con una gran oferta de camas compuesta por varios hoteles, hostales, apartamentos y casas de turismo rural. Asimismo, son abundantes los restaurantes y tiendas de la localidad donde degustar la gastronomía y los productos típicos de la villa.
La Oficina de Información y Turismo de Calamocha se encuentra muy cerca del casco histórico de la villa, en el pasaje Palafox, 1.

#### Monumentos y lugares de interés
- Puente romano de Calamocha
- Riberas del río Jiloca

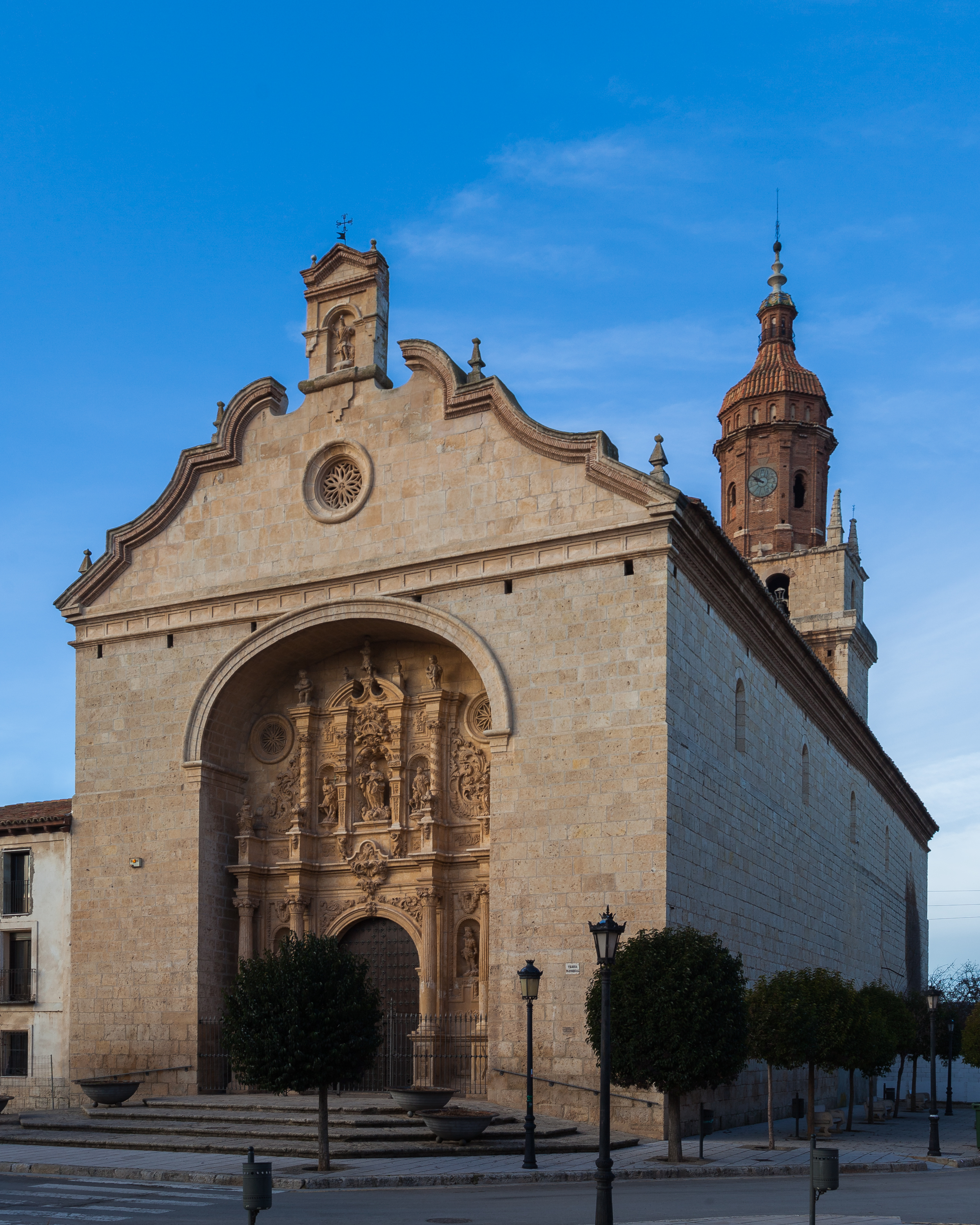
Iglesia de Santa María la Mayor

- Iglesia de Santa María la Mayor, siglo XVII
- Convento Religiosas Concepcionistas
- Ermita del Santo Cristo, siglos XVII-XVIII
- Ermita de San Roque
- Casas solariegas
- Calles del casco antiguo
- Área recreativa en Monte Cañada de Santa Bárbara
- Parque Municipal Rafael Angulo
- Monumento a San Roque y el Bailador

#### Patrimonio arquitectónico

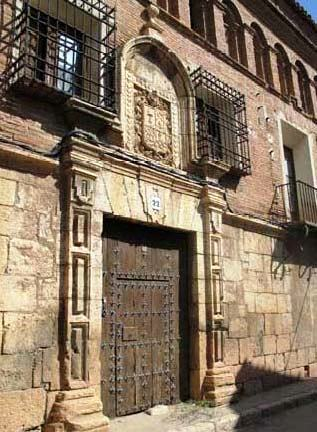
Palacio de Vicente de Espejo

En la calle Mayor (oficialmente calle Carlos Castel) se encuentra ubicado el conjunto civil más espléndido de todo el valle del Jiloca, el Palacio de Vicente Íñigo, un amplio palacio o casa solariega, dividido en dos, construido por las familias Vicente de Espejo y Tejada.
En la plaza de Bartolomé Esteban encontramos la Casa de Rivera, una casona construida en piedra de sillería que posee el escudo familiar de los Rivera. El palacio de los Valero de Bernabé, en la calle Real (oficialmente calle Justino Bernad), fue construido a finales del siglo XVI y reformado en el XVIII, momento en el que se añadió un cuerpo en la margen derecha, perfectamente diferenciable del resto al carecer de arquillos en el ático. Otra de las viviendas destacables en la localidad es la conocida como Casa Marina.
Otros edificios civiles interesantes son la Casa de los Rivera, junto a la iglesia, el Casino, la Casa Rectoral y otros elementos arquitectónicos puntuales de otras múltiples viviendas de la localidad.

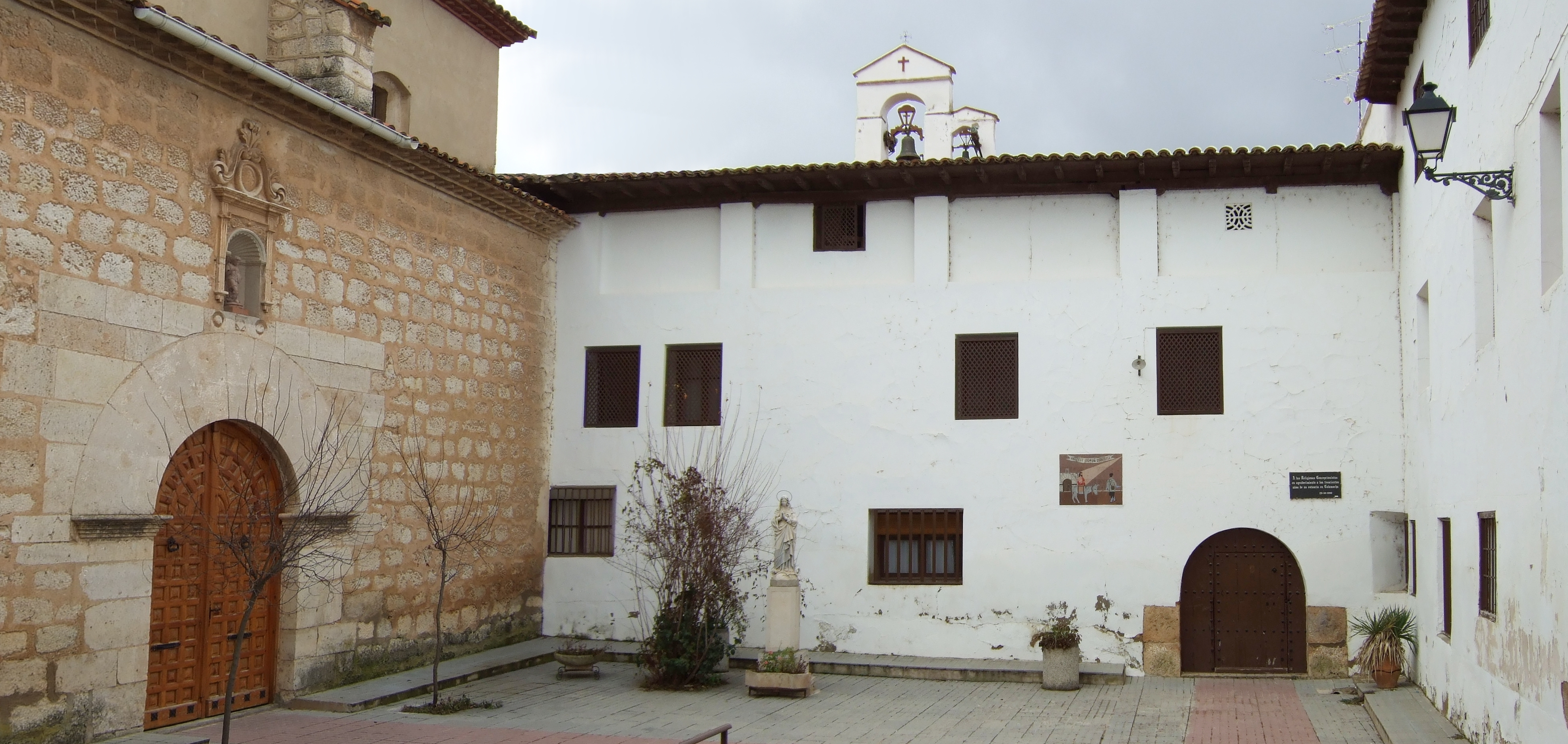
Convento de la Concepción

Dentro del patrimonio religioso podemos destacar la iglesia parroquial de la Asunción de Nuestra Señora de Calamocha y su espléndida torre. Otros edificios y monumentos importantes son los siguientes: las Ermitas de San Roque, Santa Bárbara y el Santo Cristo del Arrabal, y el convento de San Miguel Arcángel. Mención aparte, por su valor identitario, merece el Peirón o Crucero de la plaza del Peirón (oficialmente plaza de Bartolomé Esteban) y la estatua del Bailador sita en la misma plaza.

#### Arquitectura del agua
Respecto a la interesante arquitectura del agua, en la localidad de Calamocha se produce una gran concentración de industrias hidráulicas en las Acequias de El Cubo y Las Monjas, siendo uno de los conjuntos más interesantes del Jiloca, con múltiples acequias que distribuyen el agua: Acequia de los Galachos. Los elementos arquitectónicos son muy numerosos:
- La Fábrica de papel de estraza, reconvertida hacia 1930 en la fábrica de luz El Salto y otra fábrica de papel situada en la calle de las Fábricas, actualmente desaparecida.
- Los Martinetes de cobre de Ribera y Garcés de Marcilla, transformado este último en el siglo XX en la fábrica de luz La Salumí
- Los Molinos harineros de Afuera y Adentro.
- Restos de las antiguas actividades textiles, como el lavadero de lanas y la fábrica de mantas
- Fábrica de luz El Salobral
- El Lavadero del Ajutar (Calamocha), uno de los pocos ejemplos que perduran de la red de lavaderos que existía en el casco urbano.
- Los puentes sobre el río Jiloca, destacando el puente romano de Calamocha, pero también el Puente Ratero y el desaparecido Puente de la Mar.
- Las Fuentes de La Cirujeda y El Bosque

Dentro del patrimonio etnológico, además del vinculado al agua, se puede destacar también las Tejerías Vieja y la más moderna de la Vega, la Estación del ferrocarril de la Vega y el Silo.
Existe un inventario de patrimonio inmueble más amplio elaborado por el Centro de Estudios del Jiloca en el año 2006, que se puede consultar directamente en línea o solicitando un DVD a la Comarca del Jiloca.

### Fiestas
En invierno destaca la noche de Reyes, conocida en la localidad como la “noche de los quintos”. La centenaria romería a la ermita de Santa Bárbara (“Día del Cerro”) se celebra el primer domingo de mayo. Las principales fiestas se celebran en agosto y septiembre:
Durante el mes de agosto, se celebran las fiestas en honor de la Virgen y San Roque, los días 15, 16 y 17. En ellas tiene un papel relevante el tradicional "Baile de San Roque" un dance popular de la villa en la que varios centenares de bailadores danzan en la procesión del patrón de la localidad, al que también se le dirigen dichos y pregarias.
La indumentaria utilizada es camisa blanca de manga larga, pantalones blancos largos, cachirulo de cuadros granates, faja azul, zapatillas blancas de esparto para atar y castañuelas con las cintas de colores. El baile ha cumplido recientemente -el 16 de agosto de 2011-125 años de antigüedad y son muchos los forasteros que acuden año tras año a Calamocha para vivir esta emocionante procesión bien conocida a nivel regional. Durante el mes de septiembre, tienen lugar las fiestas del Santo Cristo del Arrabal, los días 10, 11 y 12.
En lo que respecta a la música popular lo más destacable es la banda de música de Calamocha, que fue requerida en el primer tercio del siglo XX en diversas poblaciones, que buscaban dar mayor relieve al aspecto musical en sus fiestas y hoy en día sigue estando presente en celebraciones, procesiones u otros actos de carácter oficial o extraoficial.

### Gastronomía

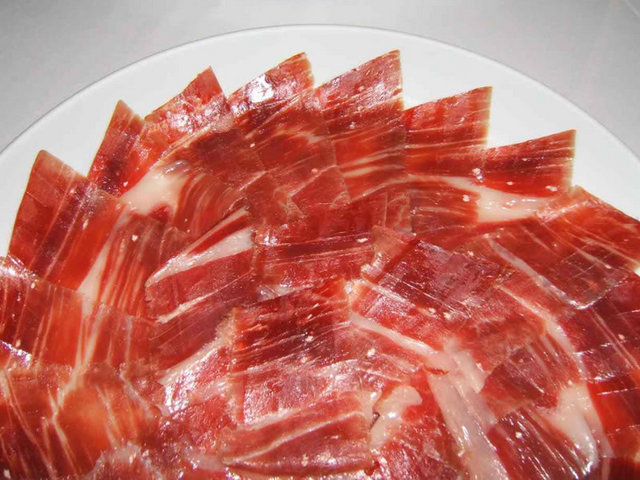
Jamón de Calamocha

Los panes rituales nunca faltan en las festividades calamochinas: en forma de roscos o rollos se cuelgan a la imagen del santo durante la procesión, adquiriendo así propiedades especiales sobre todo de protección. En las fiestas de San Roque y San Isidro sus respectivas hermandades se encargan de prepararlos. El día de San Antón se entrega un rollo pequeño al dueño de cada animal tras su bendición y el día de San Blas los roscones adquieren un componente curativo, al igual que el pienso bendito que se da a los animales.
Mención especial merecen los embutidos, las conservas y el renombrado jamón de Teruel que en Calamocha adquiere carta de presentación, ante la multitud de establecimientos que a un lado y otro de la carretera ofrecen este producto.
También tienen su fama, entre la variada y rica gastronomía del lugar, las borrajas, las judías de ayuno y el cardo de Navidad. Todo ello dentro de una extensa oferta de productos de la vega que por sus especiales condiciones climáticas y la bondad de la tierra alcanzan un toque de exquisito sabor.
Las postas de bacalao, huevos al salmorejo, ternasco al horno con patatas a lo pobre, son platos muy solicitados que entroncan con lo más autóctono de la gastronomía. Destacan en repostería las afamadas escaldadas, magdalenas y tortas huecas, así como los pasteles borrachos y los solicitados merengues y Sanroquicos de Calamocha.

### Asociaciones
Como sucede en el mundo rural y, la mayor parte de las agrupaciones de vecinos tienen un carácter religioso: hermandades, cofradías, etc. La asociación religiosa principal es la Parroquia de Santa María la Mayor de Calamocha, que agrupa a todos los fieles de la localidad. Sin embargo, se podrían destacar otras que han existido a lo largo de la historia:
- Cofradía de San Antón de Calamocha
- Convento de San Miguel Arcángel de Calamocha

Encontramos también algunas comunidades de regantes, sociedades, cooperativas y grupos sindicales relacionados con el trabajo agrícola y ganadero:
- Cooperativa Agrícola y Ganadera San Roque de Calamocha

Existen, asimismo, numerosas asociaciones culturales, que aparecieron a partir de la Constitución de 1978, una vez consolidada la libertad de asociación y reunión:
- Asociación para el Desarrollo Rural Integral (ADRI) del Jiloca-Gallocanta
- Centro de Estudios del Jiloca
- Casino de Calamocha
- Asociación de la Tercera Edad de Calamocha-Jiloca
- Asociación de Amas de Casa Santa María la Mayor de Calamocha

La opción por las fundaciones ha sido mucho más limitada, pudiendo destacar únicamente la Fundación San Roque de Calamocha.
A finales del siglo XX se produjo un fenómeno fundamental para la consolidación de la opinión pública con la aparición de una prensa consolidada en Calamocha que extiende su influencia por toda la comarca. Los actuales medios de comunicación de Calamocha son:
- El Comarcal del Jiloca, periódico comarcal quincenal
- Calamocha TV, televisión pública municipal
- Radio Calamocha - COPE Jiloca, radio de ámbito comarcal

## Servicios

### Educación
| Centro educativo                       | Tipo    | Oferta de estudios |
| -------------------------------------- | ------- | --- |
| Escuela Infantil de Calamocha          | Público | Educación Infantil (Primer ciclo) |
| CEIP Ricardo Mallén                    | Público | Educación Infantil (Segundo ciclo) y Educación Primaria |
| CRA El Poyo del Cid                    | Público | Educación Infantil (Segundo ciclo) y Educación Primaria |
| IES Valle del Jiloca                   | Público | Educación Secundaria (ESO y Bachillerato (Ciencias y Humanidades y Ciencias Sociales)) y Formación Profesional (Industrias agroalimentarias, Panadería y repostería (ya no ofrecido))) |
| EOI de Teruel - Extensión de Calamocha | Público | Idiomas (Inglés, Francés) |
| CPEPA Jiloca                           | Público | Formación para adultos |

### Sanidad
| Centro sanitario             | Servicios |
| ---------------------------- | --- |
| Centro de salud de Calamocha | Medicina de Familia, Enfermería, Pediatría, Salud Mental, Matrona, Trabajador Social, Fisioterapia y Rehabilitación, Urgencias 24h |

### Polígonos industriales
| Polígono industrial                 | Tipo                                         | Estado            |
| ----------------------------------- | -------------------------------------------- | ----------------- |
| P.I. Antiguo Aeródromo de Calamocha | Generalista                                  | En construcción   |
| P.I. El Gazapón                     | Generalista                                  | En funcionamiento |
| P.I. Agroalimentario                | Especializado en industrias agroalimentarias | En funcionamiento |

### Transporte
Calamocha se encuentra situada en uno de los principales ejes de transporte de España, el Corredor Cantábrico - Mediterráneo, aproximadamente en la mitad del tramo Zaragoza-Teruel. Este corredor es un corredor transversal que une por autovía (autovías A-23 y A-68) y ferrocarril el este de España (Valencia) con el norte de España (Bilbao y Santander), pasando por Zaragoza.

#### Carreteras
- Con Teruel y Valencia: Autovía Mudéjar (A-23)
- Con Zaragoza y País Vasco: Autovía Mudéjar (A-23) y Autovía del Ebro (A-68)
- Con Madrid: carretera nacional N-211 (Monreal del Campo - Alcolea del Pinar) y Autovía del Nordeste (A-2)
- Con Cataluña: carretera nacional N-211 (Caminreal - Alcañiz - Tarragona)

#### Servicios de autobús y taxi
- Ruta Zaragoza - Calamocha - Teruel (gestionada por la empresa concesionaria Grupo Jiménez)
- Ruta Zaragoza - Calamocha - Teruel - Valencia - Alicante - Murcia (gestionada por la empresa concesionaria Grupo Jiménez)
- Ruta Teruel - Monreal del Campo - Guadalajara - Madrid (gestionada por la empresa concesionaria Grupo Samar)
- Ruta Calamocha - Bello (Grupo Jiménez)
- Ruta Calamocha - Fonfría - Muniesa (Autobuses Rosendo Navarro)
- Ruta Calamocha - Barrachina - Torrecilla del Rebollar (Autobuses Rosendo Navarro)
- Ruta Calamocha - Ferreruela de Huerva - Loscos
- Varios servicios de taxi en Calamocha y comarca

#### Ferrocarril
- Con Teruel, Zaragoza y Valencia: Línea de Media Distancia MD 49: Valencia - Teruel - Calamocha - Zaragoza - Huesca, operada por la compañía Renfe.